# لعنة الأموات الأحياء (فلم 1959)
لعنة الأحياء الأموات (بالإنجليزية: Curse of the Undead) هو فيلم رعب أمريكي غربي إنتاج عام 1959 من يونيفرسال إنترناشيونال بيكتشرز، من إخراج إدوارد دين وكتابة إدوارد وميلدريد دين، بطولة إريك فليمينغ ومايكل بات وكاثلين كراولي. يعتبر لعنة الأحياء الأموات أول فيلم يمزج بين رعاة البقر ومصاصي الدماء، ويتميز بتصوير سينمائي مذهل بالأبيض والأسود.

## القصة
في بلدة بالغرب الأمريكي القديم، تموت فتيات صغيرات بسبب مرض الهزال الغامض، ظل الدكتور جون كارتر (جون هويت) وابنته دولوريس (كاثلين كراولي) يعتنون بالمرضى لساعات، لكنهم يفقدوا شخصًا آخر. بالعودة إلى مزرعتهم، يجد الدكتور كارتر أن ابنه تيم (جيمي ميرفي) مستاء للغاية بعد تصرفات جارهم بافر، الذي سد مجرى مائي في مزرعة كارتر وجعل رجاله يعتدون على أي شخص يشتكي. يعود الدكتور إلى المدينة لرؤية العمدة المحلي (إدوارد بينز). أثبتت مناقشة شريف مع بافر (بروس جوردون) أنها غير ناجحة. يتبع شخص غريب يرتدي ملابس سوداء (مايكل بات) الدكتور كارتر، بحلول الوقت الذي وصل فيه إلى المنزل، كان الطبيب قد مات وحلقه ملطخ بالدماء. يعلم تيم أنه سياج المزرعة هُدِم وأن الماشية تهرب. وكان مُقتنعًا بأن بافر هو المسؤول، يلاحقه ولكن يقتله بافر. علقت دولوريس ملصقات "Gun Wanted" في جميع أنحاء المدينة، وتعرض 100 دولار على أي شخص يمكنه قتل «القاتل»؛ ويعد الغريب دولوريس بقتل بافر.
يصل الغريب، الذي يطلق على نفسه دريك روبي، إلى مزرعة كارتر.على الرغم من احتجاجات الواعظ دان يونغ (إريك فليمنغ)، تقوم دولوريس بتعيين روبي للعمل لديها. ينتقل روبي إلى المنزل، وفي تلك الليلة، تتسلل روبي إلى غرفة دولوريس ويشرب بعضًا من دمها. في صباح اليوم التالي، وجد دان أن دولوريس تبدو متعبة، وتشكو من البرد. تقضي دولوريس ودان اليوم في البحث عن وصية والدها. وجدوا خريطة توضح أن الممتلكات كانت ملكًا لعائلة إسبانية. يأخذ دان الأوراق وصندوق الأمان معه إلى المنزل لمواصلة البحث. بعد مغادرة دان، يأتي روبي لرؤية دولوريس ويتحدث مع دولوريس لتوظيفه كمتسابق ليلي يمكنه مراقبة بافر ورجاله. تعرض عليه كوخ حارس المقبرة للإقامة فيه إذا كان لا يمانع في الاقتراب من الموتى؛ يقول روبي: «الموتى لا يزعجوني - إن الحياة هي التي تسبب لي المتاعب.»
في المنزل، طرق دان صندوق الأمان، ففتحه ووجد داخلها، مذكرات المالك السابق دون ميغيل روبلز للأرض. وفقًا للمذكرات، أرسل دون روبلز ابنه دراغو إلى مدريد في رحلة عمل بدون عروسه الجديدة إيزابيلا (جينا كروس). تحولت إيزابيلا إلى روبرتو شقيق دراغو (هنري ديلجادو) من أجل الرفقة. عندما عاد دراغو وعلم بعلاقتهما، قتل شقيقه بخنجر وبذهول، دراغو انتحر في وقت لاحق بنفس الخنجر. خلال الأشهر الستة المقبلة، تحدث وفيات غامضة للفتيات الصغيرات. في إحدى الليالي سمع دون روبلز صراخ إيزابيلا وذهب إلى غرفتها، ليجد رجلاً منحنيًا عليها، يهرب دراغو روبلز تاركًا إيزابيلا مجففة بالدم. لإنهاء اللعنة، قام دون روبلز بإلقاء خنجر فضي في قلب دراغو وهو راقد في نعشه. بعد الاعتراف بأفعاله للكاهن، علم أن هناك حاجة إلى وتد خشبي لتدمير مصاص دماء - عاد لكنه وجد التابوت فارغًا باستثناء الخنجر المخبأة في اليوميات، مع صورة لدراغو روبلز - إنه دريك روبي بالملابس الإسبانية.
بينما يقرأ «دان» يوميات «دون روبلز»، يستدعي «روبي» دولوريس إليه، لكن المأمور يقاطعه ويندد به لدولوريس، يتبعه روبي عائداً إلى المدينة ويقتله بلدغه. عندما عاد دان إلى منزله بدأ بفحص الجثة، وتبعه روبي. يدخل روبي في ظل صليب الكنيسة ويهرب. بالعودة إلى منزله، يواجه دان روبي الذي يدافع عن أفعاله، لكن يفر روبي بصورته وخريطة رانشو روبلز.عندما يخبر دان دولوريس عن أحداث الأمسية، فإنها لا تصدقه. يأخذها دان إلى سرداب العائلة للعثور على نعش دراغو روبلز الفارغ، باستثناء خنجر فضي. عندما يصر دان على أنهم يبحثون في كل نعش لروبي - بما في ذلك والدها وشقيقها - تنفجر دولوريس وتطرده. بعد أن يغادر دان للحصول على أمر من المحكمة للقيام بذلك، تنهار دولوريس، التي أضعفها على ما يبدو فقدان الدم، وغضبها من دان، وتأثير روبي المنوم. يخرج روبي من نعش كارتر ليتغذى من دولوريس قبل أن يحملها إلى المنزل. بعد أن استيقظت دولوريس، عرض لها روبي خريطة رانشو روبلز؛ ومجرى بافر الذي تم بناء السدود على ممتلكاته، وليست ملكه. يذهب روبي إلى المدينة لعرض الخريطة على بافر، الذي يطلق النار على روبي بغضب. روبي يطلق النار مرة أخرى، مما أسفر عن مقتل بافر، ويمشي بعيدا سالما.
يعود روبي إلى دولوريس عندما ترى ثقبًا في سترته - يدعي أن علبة السيجار الخاصة به أوقفت رصاصة بوفر. علم روبي أن دان يتجه إلى مقر المقاطعة للحصول على أمر من المحكمة بفتح القبور. يعد روبي بالانضمام إلى دولوريس لمنعه. حذرت مدبرة منزل دولوريس من أن دان يقوم بالاستعدادات. يتوجه روبي إلى المدينة «للتحدث» مع دان في الحصول على أمر المحكمة هذا، لكن دان لن يتم إيقافه. يتحدون بعضهم البعض في تبادل لإطلاق النار، ويطلق دان النار أولاً، تمامًا كما تصل دولوريس. ينهار روبي ويتفكك إلى غبار، تاركًا وراءه ملابسه الفارغة. يمشي دان إلى ملابس روبي ويلتقط رصاصته... التي عليها صليب.

## الطاقم الممثلين
- إريك فليمنج في دور الداعية دان يونج
- مايكل بات في دور دريك روبي
- كاثلين كراولي في دور دولوريس كارتر
- جون هويت في دور الدكتور جون كارتر
- بروس غوردون دور بافر
- إدوارد بنس في دور شريف
- جيمي ميرفي في دور تيم كارتر
- جاي أدلر في دور عامل البار
- إدي باركر في دور تابع (مثل إدوين باركر)

## السمات
يتعمد فيلم لعنة الأحياء الأموات على أنهُ مختلف ليس فقط لأنها رعب غربي، ولكن لأنه يعود إلى الفولكلور الأوروبي لمصاصي الدماء بدلاً من الاعتماد على أساطير يونيفرسال أو نسخة هامر من دراكولا التي تم إصدارها في العام السابق، واحتفظ بفكرة تحول روبي إلى خفاش، وهو إبداع سينمائي ليس جزءًا من الفولكلور الأوروبي. روبي هو مصاص دماء ليس لأنه كان ضحية لمصاص دماء آخر، ولكن لأنه ارتكب خطيئة الانتحار المميتة ولم يُدفن- حتى القرن التاسع عشر تم دفن حالات الانتحار عند مفترق طرق لمنعهم من العودة كمصاصي دماء، ولن يعود أي من ضحايا روبي من الموت. على عكس أيقونية الأفلام في الخمسين عامًا الماضية، لا يتم حرق روبي بالتعرض لضوء النهار؛ كان مصاصو الدماء ما قبل السينما قادرين تمامًا على المشي في ضوء الشمس. الطريقة الأخيرة لتدمير روبي هي بالتأكيد فريدة من نوعها، وهي صليب للواعظ دان، التي تُدمر مصاصي الدماء.

## رد النقاد
صنف دينيس شوارتز من مراجعات أفلام العالم لأوزوس الفيلم على الدرجة B- ، واصفًا إياه بأنه "رعب غريب من الدرجة الثانية. وصفها ديف سيندلار بأنها "أنجح دمج بين الأنواع الغربية والرعب"، بينما انتقد الموسيقى التصويرية للفيلم وبعض العروض. منح دليل التلفاز الفيلم نجمة واحدة من أصل أربعة، ووصف الفيلم بأنه "متوسط".

## أُنظر أيضاً
- بيلي الطفل مقابل دراكولا (1966)
- بالقرب من الظلام (1987)

## روابط خارجية
- مقالات تستعمل روابط فنية بلا صلة مع ويكي بيانات

- لعنة الأموات الأحياء  في قاعدة بيانات الأفلام على الإنترنت (بالإنجليزية)
- Curse of the Undead في قاعدة بيانات تيرنر كلاسيك موفيز للأفلام.